# Жусандала (равнина)
Жусандала  (каз. Жусандала, «полынная степь») — равнина в Казахстане на территории Алма-Атинской и Джамбульской областей, между Чу-Илийскими горами и песчаным массивом Таукум. Вытянута вдоль Чу-Илийских гор в северо-восточном направлении на 130 км, ширина 60—80 км. Абссолютная высота 400—600 м. Делювиально-пролювиальная предгорная равнина, расчлененная множеством сухих русел рек с поймами шириной 50-200 метров и оврагов. Сложена галечниковыми и песчано-глинистыми отложениями антропогена. Реки Аксуек, Куйеликара, Ботабурым, Жалпакши, Тесик, Жынгылды и Копалысай берут начало в Чу-Илийских горах, летом пересыхают, их устья с щебнисто-галечниковыми выносами теряются в песках Таукум. Выходы грунтовых вод и разливы артезианских колодцев в понижениях. Берега рек обрывисты, а Копалысай образовала 20-километровый каньон.
Нижняя часть равнины занята пустыней, а верхняя (подгорный шлейф Чу-Илийских гор выше автодороги Алма-Ата—Астана) — наклонной холмисто-увалистой степью. На полосе шириной 10-15 км около южной окраины Таукум расположена глинистая полупустыня. По мере приближения к Балхашу Жусандала переходит в пустыню Бетпак-Дала.
Почвы бурые, серо-бурые, солонцеватые и песчаные, глинистая полупустыня характеризуется такыровидными и светлыми серозёмными почвами.
Растут полынь с включениями терескена и солянки восточной (кейреука), боялыч (близ села Аксуек), изредка в подгорной части равнины встречаются саксаульники. Для глинистой полупустыни характерны также биюргун, эбелек, верблюжья колючка. В поймах рек растут курчавка, тамариск, в верхней части — тростник, лох.
Равнина общей площадью 188 тысяч га традиционно использовалась для животноводства, до 1993 года её арендовали киргизы для зимнего содержания скота, который летом перегонялся на джайляу в высокогорья Северного Тянь-Шаня. Большинство использовавшихся тогда ферм и зимовок, а также артезианских скважин, построенных в 1970-е годы, разрушено. Эксплуатация огороженных пастбищ превратила их в глинистые пустоши, но через пять лет после прекращения выпаса скота вся равнина до песчаных барханов вновь покрылась растительностью.